# 烙印荣蛱蝶
烙印荣蛱蝶（学名：Doxocopa laurentia)，是蛺蝶科闪蛱蝶亚科下的一种蝴蝶
。

## 分布
此种分布于美洲，由墨西哥南至阿根廷
。

## 描述
成虫翅宽约75毫米。翅膀是棕色，上面有一闪亮的条纹。雄性的条纹是蓝色，雌性则通常是白色变为橘色。闪蛱蝶亚科的成虫都有绿色口器
。

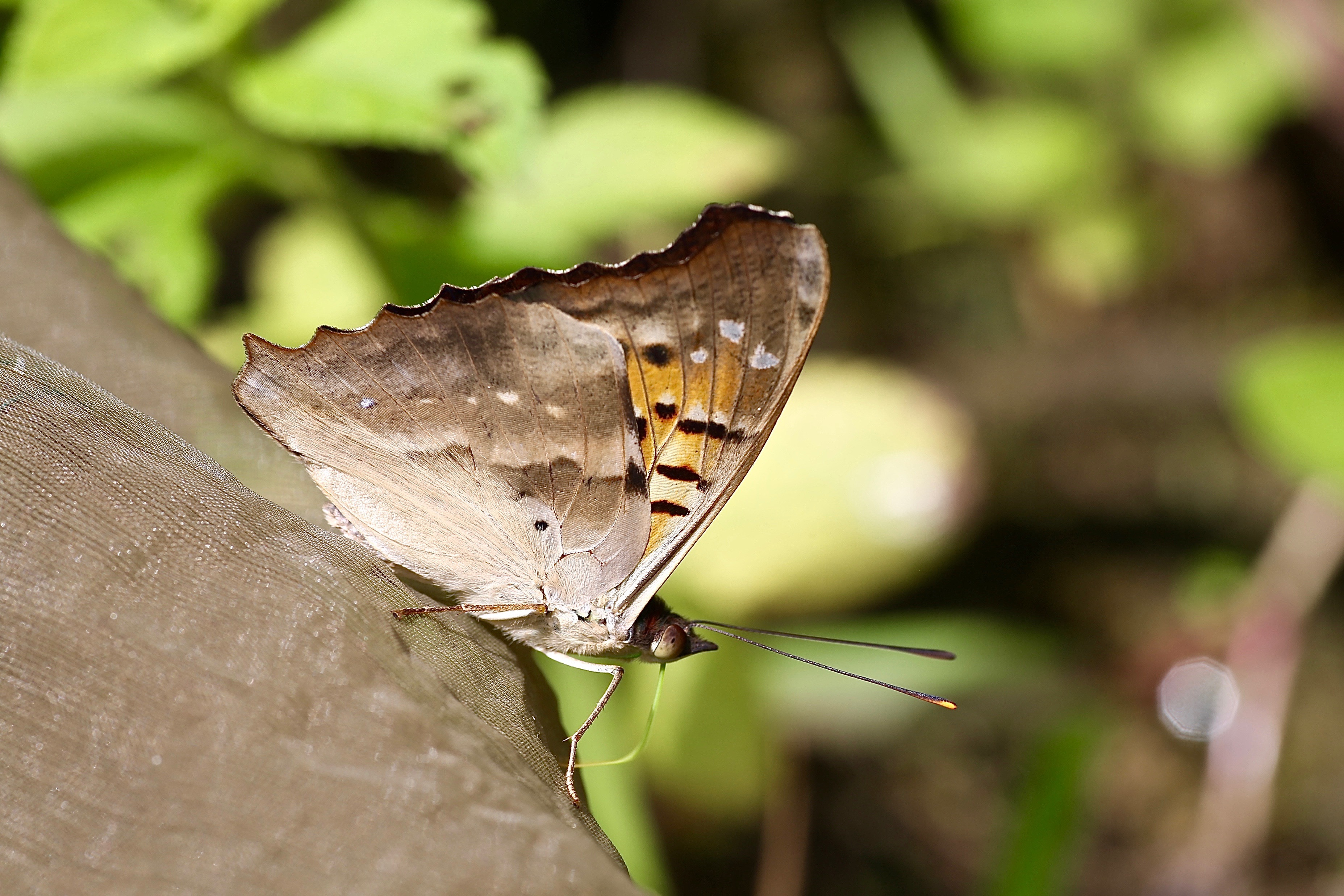
雄性，绿色口器

## 亚种
此种分三亚种
。
- Doxocopa laurentia laurentia (巴西 与 阿根廷)
- Doxocopa laurentia cherubina (Central America, 哥伦比亚，玻利维亚，秘鲁)
- Doxocopa laurentia thalysia (厄瓜多尔)